# Paramyia setitarsalis
Paramyia setitarsalis är en tvåvingeart som beskrevs av Papp och Henry Kirke Swann 2001. Paramyia setitarsalis ingår i släktet Paramyia och familjen sprickflugor.
Artens utbredningsområde är Costa Rica. Inga underarter finns listade i Catalogue of Life.